# San Zaccaria (EP)
San Zaccaria è un EP dei Rondò Veneziano pubblicato dalla Koch Records in Germania, Austria e Svizzera  nel 1999 e tratto dall'album Honeymoon - Luna di miele. 

## Tracce
Musiche di Gian Piero Reverberi e Ivano Pavesi.
1. San Zaccaria – 3:03
2. Conservatorio – 4:08
3. Serenata veneziana – 4:52